# Historias de sexo de gente común
Historias de sexo de gente común también conocida como HSGC fue una serie de televisión argentina mezcla de acción, drama y suspenso protagonizada por Carlos Santamaría, Carolina Peleritti, Juan Gil Navarro, Jazmin Stuart y Sandra Ballesteros. Fue escrita por Alejandro Ocón, dirigida por Diego Palacio, Guillermo Gauna (Productor) sobre una idea de Martín Kweller, y producida por Endemol.
La primera temporada fue estrenada por la pantalla de Telefe el 7 de julio de 2004 con gran éxito. Estuvo compuesta por 2 temporadas, una de 8 y otra de 14 episodios. Si bien la serie cuenta con dos partes, una emitida en 2004 y otra en 2005, la segunda entrega retoma la numeración de la temporada anterior, por eso es que el primer capítulo en estrenarse el segundo año se titula "Episodio IX - Doble VIda".
En el año 2005 se hace la segunda temporada con las incorporaciones de Silvia Kutika, Nicolás Pauls y Eduardo Blanco.

## Elenco
- Carlos Santamaría como Gastón Borda: Es un abogado que tiene 35 años y hace cinco que está casado con Sandra Loiácono de 30 años, que tiene un consultorio propio de odontología. Gastón y Sandra se conocieron promediando sus respectivas carreras universitarias. Después de obtener cada uno su título se casaron, tal cual lo habían planificado a lo largo de su noviazgo. Si bien Gastón tiene un buen pasar y un matrimonio feliz en líneas generales, tiene una fuerte pulsión sexual que lo inquieta. Por las características de su relación con Sandra, (seis años de novios y cinco de casados) le han quedado varias asignaturas pendientes en lo que a sexo se refiere. De allí que su fantasía con mujeres y con la sexualidad en general sea abundante. Pese a esto, nunca termina por animarse a cruzar ese abismo que separa la fantasía de la realidad. La masturbación resulta ser la solución eficaz para mantenerse fiel a su esposa. De hecho, jamás la ha engañado: ni como novio ni como esposo. La conducta de Gastón también está determinada por la actitud dominante que su mujer tiene para con él.
- Carolina Peleritti como Sandra Loiácono: Tiene 30 años. Ella es la esposa de Gastón, ella tiene un carácter muy fuerte y está a cargo de las decisiones fundamentales de la pareja, se la puede ver siempre desconfiada, controladora, dominante y hasta en ocasiones intrigante. Sandra tiene una obsesión: su cuerpo. Vive haciendo dietas y tomando clases de gimnasia. Tiene un cuerpo muy bien torneado y es consciente de que despierta deseos en otros hombres. Esto le encanta, y le excita más provocar que responder a esa seducción que ha generado, llegando hasta ofenderse ante cualquier propuesta de otro hombre, para luego disfrutar en soledad de su poder frente a ellos. Es una histérica compulsiva y jamás ha engañado a Gastón con otro hombre, sólo le gusta calentarlos. El único punto de conflicto serio en la convivencia del matrimonio es que Sandra no logra quedar embarazada, pese a que han hecho varios intentos. Se ha convertido casi en un tema tabú, porque Gastón evita ver a un médico por el temor a ser él el que tiene problemas de fertilidad.
- Juan Gil Navarro como Diego Custer: Tiene 32 años. Está casado con Carla y tienen una hija: Magalí de 5 años. Es abogado, socio de Gastón y el que ha manejado y conseguido los mejores clientes que el estudio ha incorporado en los últimos años. La última conquista de Diego es Marina, una joven y brillante licenciada en economía de apenas 22 años, hija del principal cliente del estudio que, obviamente, desconoce esta relación. Diego tiene engañada a Marina diciéndole que va a separarse de su mujer, algo que no está en sus planes puesto que para Diego es imposible enamorarse y sólo se dedica a tener relaciones sexuales de manera compulsiva: con amantes y mucho más aún con prostitutas.
- Jazmín Stuart como Carla Salday: Tiene 30 años. Ella es la esposa de Diego y es la típica estudiante consuetudinaria que ha empezado y abandonado decenas de carreras y que no ha podido descubrir que es lo que suyo. Esta situación la tiene en un permanente estado de insatisfacción personal y siempre está empezando un curso de algo que insinúa ser definitivo, para luego abandonarlo al poco tiempo. Muchas veces para justificarse, culpa a su maternidad que le roba tiempo, pero esto en realidad no es cierto porque tiene personal doméstico que le soluciona todos los problemas de la casa, incluso en el cuidado de su hija. Su matrimonio con Diego es lo opuesto al de Gastón y Sandra. Esto se debe en gran parte a las infidelidades permanentes que siempre han caracterizado a Diego, de las que Carla tiene absoluta conciencia pero que deja pasar sistemáticamente, ella lleva un diario donde enumera todas las excusas que pone su marido cada vez que sale con otra mujer, porque, además de seguir enamorada de Diego, se siente muy inconsistente como mujer para separarse de su marido. Por otro lado, la nena es otro lazo muy fuerte que sostiene el vínculo entre ambos.
- Sandra Ballesteros como Gladys Otranto: Es la secretaria del estudio jurídico. Tiene 42 años y, aunque está algo entrada en carnes, es muy sexy y apetecible en su tipo. Su ropa es siempre ajustada y de colores estridentes, con escotes pronunciados y audaces que permitan lucir sus "encantos". Gladys es divorciada y sin hijos. Es habitué de discotecas de salsa y de eventos organizados para "solos y solas". Tiene una activa y variada vida sexual pero anhela compartir sus días con un hombre del cual se enamore perdidamente, pero se equivoca en los lugares en donde los busca. Los hombres mayores que son clientes del estudio y que responden a su target, le han hecho proposiciones más de una vez. Pero Gladys odia a los viejos (tal vez porque le recuerden que ella ya no es una jovencita, cosa que se resiste a aceptar) y, en cambio, es común verla enamorada de chicos mucho más jóvenes que ella, a quienes ama pero que rápidamente descubre que para ellos, su cariño sólo significa sexo fácil y rápido. Sufre cuando descubre esto pero sus mecanismos de defensa son altísimos. Y como el ave Fénix renace de sus cenizas rápidamente y vuelve nuevamente a la carga, para volver a equivocarse a repetición, al resistirse a aceptar que, para ciertas cosas, ha pasado su cuarto de hora.
- Agustina Lecouna: Marina Cárdenas
- Nicolás Pauls: Andrés
- Silvia Kutika: Alicia
- Eduardo Blanco: Daniel
- Gabriela Sari: Ana
- Nicolás Mateo: Santiago
- Susana Lanteri: madre de Sandra
- Juan Acosta: padre de Sandra
- Fabio Aste: Fernando Mascardi
- Oscar Alegre: jefe de Alicia
- Mónica Ayos: Agustina
- Esteban Coletti: Leo
- Beatriz Spelzini: madre de Diego

### Participaciones
- María Fernanda Callejón: Chechu
- María Eugenia Lencinas
- Lorena Meritano: Vanesa
- Roly Serrano: Emiliano
- Lucas Crespi
- Fabián Gianola: Silvio
- Iliana Calabró
- Maxi Ghione
- Claudio Rissi: el Gallego

## Capítulos

### Primera temporada
| N.º | Título del capítulo | Fecha de estreno     |
| --- | ------------------- | -------------------- |
| 1   | Swingers            | 7 de julio de 2004   |
| 2   | Platero             | 14 de julio de 2004  |
| 3   | Confusiones         | 21 de julio de 2004  |
| 4   | Horas fértiles      | 28 de julio de 2004  |
| 5   | Resistiré           | 4 de agosto de 2004  |
| 6   | Lágrimas            | 11 de agosto de 2004 |
| 7   | Rey muerto          | 18 de agosto de 2004 |
| 8   | Irreversible        | 25 de agosto de 2004 |

- La segunda temporada contó con 7 capítulos.

Originalmente, son 22 los capítulos.